# Valery Krivov
Valeriy Mikhaylovych Kryvov (em ucraniano:  Валерій Михайлович Кривов; Krychaw, 29 de setembro de 1951 — Lugansk, 20 de dezembro de 1994) foi um jogador de voleibol da Ucrânia que competiu pela União Soviética nos Jogos Olímpicos de 1980.
Em 1980, ele fez parte do time soviético que conquistou a medalha de ouro no torneio olímpico, no qual atuou em cinco partidas.